# Ligue régionale de football
Les ligues régionales de football sont des associations dépendant de la Fédération française de football et chargées d'organiser les compétitions de football au niveau de leurs territoires.
Les premières ligues de football sont créées en 1919, date de la fondation de la FFF. Il existe 18 ligues depuis 2016, treize en métropole et cinq en outre-mer. Le nombre et le nom de ces ligues a évolué à plusieurs reprises au cours du temps, principalement à cause des réformes gouvernementales concernant les régions avec l'idée de calquer le découpage des ligues sur l'administration territoriale française.
Les divisions d'honneur ont constitué le plus haut niveau du football amateur en France de 1931 à 1948, avant de passer au deuxième niveau à la suite de la création d'une division Nationale du Championnat de France amateurs. En 1972, à la suite de la réforme des compétitions qui a réuni dans une même pyramide les compétitions à statut professionnel et amateur, les divisions d'honneur sont passées au quatrième niveau derrière les trois niveaux nationaux, puis au cinquième niveau en 1978 (création de la division 4, deuxième niveau du championnat amateurs) et enfin au sixième niveau en 1993 (création d'une deuxième division professionnelle entre la D1 professionnelle et le championnat National).
Les ligues organisent annuellement les compétitions masculines et féminines, sénior et junior, pour les clubs amateurs qui y sont rattachés. Le plus haut niveau du championnat de chaque ligue s'appelait la « Division d'honneur » mais a été remplacé depuis la saison 2017-2018 par l’appellation  « Régional 1 », qui se place en dessous du National 3. Entre 2017 et 2023, les groupes de N3 sont associés aux nouvelles ligues, exception faites des ligue de la Méditerranée et ligue corse qui sont associées au sein d'un même groupe ainsi que les cinq ligues d'outre-mer pour lesquelles rien n'a changé. La fédération reprend la gestion du National 3 à partir de la saison 2023-2024.
Depuis 2017, les ligues organisent également les deux ou trois niveaux qui se dénomment désormais Régional 1, Régional 2 et Régional 3. En dessous de ces championnats se situent ceux des Districts, eux-mêmes placés sous l'égide des ligues.

## Compétitions régionales
Les compétitions organisées par chaque ligue régionale, pour les U14, U16, U18 et Séniors, sont composées de :
- Régional 1 (R1), anciennement Division d'Honneur (DH)
- Régional 2 (R2), anciennement selon les ligues Promotion d'honneur (PH) ou Division Supérieure Régionale (DSR) ou Division D'Honneur Régionale (DHR)
- Régional 3 (R3) anciennement selon les ligues Promotion de Ligue (PL) ou Promotion d'Honneur Régionale ou Promotion d' Honneur (PH)
- Un quatrième niveau pouvait être présent avant la réforme et selon les ligues : Promotion d'honneur (PH) ou Promotion de Ligue (PL)
- Régional 4 (R4), seulement en Corse
- Coupe régionale (de la ligue)

## Logos des ligues régionales

### Ligues métropolitaines

Auvergne-Rhône-Alpes
Bourgogne-Franche-Comté
Bretagne
Centre-Val de Loire
Corse
Grand-Est
Hauts-de-France
Méditerranée
Normandie
Nouvelle-Aquitaine
Occitanie
Paris-Île-de-France
Pays de la Loire

### Ligues ultramarines

Guadeloupe
Guyane
La Réunion

Martinique
Mayotte
St-Pierre-et-Miquelon

## Évolution au cours du temps des ligues métropolitaines
La ligue de Paris Île-de-France est l'héritière directe de la ligue de football association (LFA), fondée en 1911, grande rivale de l'USFSA. La création de la majorité des ligues affiliées à la Fédération française de football a lieu entre 1919 et 1922. Le découpage géographique, le nombre et le nom de ces ligues ont connu de nombreux changements depuis le début des années 1920.

### Cadastre des ligues en novembre 1920
La situation de la Fédération française de football association est contenue dans l’annuaire que la Fédération publie chaque année. Pour le début de la saison 1920-21, l’annuaire de la 3FA est édité et mis en vente début novembre 1920. En 136 pages, il regroupe les statuts et les règlements généraux, la composition du Bureau et des commissions centrales, les règles du jeu, le palmarès et l’historique des compétitions nationales et le cadastre des ligues régionales avec les sociétés affiliées et reconnues.
Le cadastre des ligues est revu régulièrement par la Fédération lors des conseils nationaux. Lors du Conseil national du 6 novembre 1920 à Paris, le rattachement de cinq départements est à l’ordre du jour ; après entente entre les représentants des Charentes, du Limousin et du Sud-Ouest, Dordogne et Lot sont rattachés au Limousin, et Lot-et-Garonne au Sud-Ouest. En l’absence du représentant du Lyonnais, le cas des Jura et Saône-et-Loire sera tranché ultérieurement par le Bureau fédéral.
Arrêté en novembre 1920, le découpage de la France comprend dix-huit ligues régionales,,. 

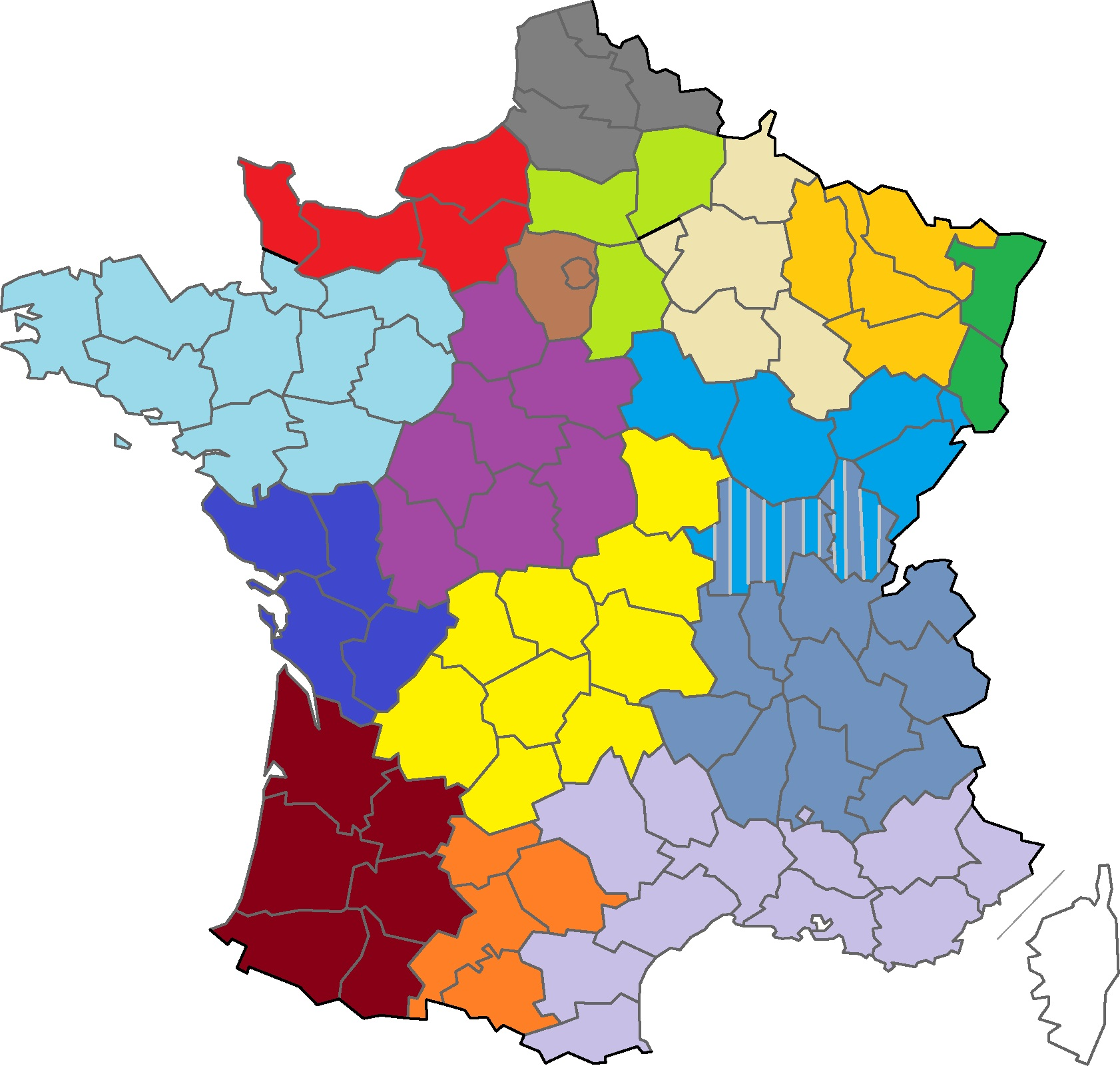
Carte des ligues régionales de la 3FA en novembre 1920.

- ligue du département d’Alger : 18 sociétés affiliées - siège : Alger - territoire : Alger
- ligue d’Alsace[note 2] : 28 sociétés affiliées - siège : Sélestat - territoire : Bas-Rhin et Haut-Rhin[note 3].
- ligue de Bourgogne-Franche-Comté : 16 sociétés affiliées et 4 reconnues - siège : Dijon - territoire : Belfort, Côte-d'Or, Doubs, Haute-Saône et Yonne, plus Jura et Saône-et-Loire dont le sort n’est pas encore tranché.
- ligue du Centre[note 2] : 38 sociétés affiliées et une reconnue - siège : Tours - territoire : Cher, Eure-et-Loir, Indre, Indre-et-Loire, Loir-et-Cher, Loiret et Vienne.
- ligue de Champagne[note 2] : 35 sociétés affiliées - siège : Reims - territoire : Aisne (Arrondissement de Château-Thierry), Ardennes, Aube, Haute-Marne et Marne[note 4].
- ligue des Charentes[note 2] : 17 sociétés affiliées - siège : Angoulême - territoire : Charente, Charente-Inférieure, Deux-Sèvres et Vendée.
- ligue de Corse : territoire : Corse. Ligue en instance de constitution, avec un seul club affilié.
- ligue de l’Île-de-France : 24 sociétés affiliées - siège : Creil - territoire : Aisne (sauf l'arrondissement de Château-Thierry), Oise et Seine-et-Marne.
- ligue du Limousin : 7 sociétés affiliées - siège : Limoges - territoire : Allier, Cantal, Corrèze, Creuse, Haute-Vienne, Nièvre, Puy-de-Dôme, plus Dordogne et Lot après le Conseil National[5].
- ligue de Lorraine : 40 sociétés affiliées - siège : Metz - territoire : Meurthe-et-Moselle, Meuse, Moselle et Vosges.
- ligue du Lyonnais[note 2] : 74 sociétés affiliées - siège : Lyon - territoire : Ain, Ardèche, Drôme, Haute-Loire, Haute-Savoie, Hautes-Alpes, Isère, Loire, Rhône et Savoie, plus Jura et Saône-et-Loire dont le sort n’est pas encore tranché.
- ligue du Midi : 18 sociétés affiliées - siège : Toulouse - territoire : Ariège, Haute-Garonne, Tarn et Tarn-et-Garonne.
- ligue du Nord[note 2] : 89 sociétés affiliées et 2 reconnues - siège : Lille - territoire : Nord, Pas-de-Calais et Somme.
- ligue de Normandie[note 2] : 62 sociétés affiliées et 25 reconnues - siège : Rouen - territoire : Calvados, Eure, Manche (partie Nord) et Seine-Inférieure.
- ligue de l’Ouest[note 2] : 118 sociétés affiliées et 46 reconnues - siège : Rennes - territoire : Côtes-du-Nord, Finistère, Ille-et-Vilaine, Loire-Inférieure, Maine-et-Loire, Manche (partie Sud), Mayenne, Morbihan, Orne et Sarthe.
- ligue de Paris[note 2] : 114 sociétés affiliées et 57 reconnues - siège : Paris - territoire : Seine et Seine-et-Oise.
- ligue du Sud-Est[note 2] : 67 sociétés affiliées - siège : Marseille - territoire : Alpes-Maritimes, Aude, Aveyron, Basses-Alpes, Bouches-du-Rhône, Gard, Hérault, Lozère, Pyrénées-Orientales, Var et Vaucluse[note 5].
- ligue du Sud-Ouest[note 2] : 30 sociétés affiliées et 28 reconnues - siège : Bordeaux - territoire : Basses-Pyrénées, Gers, Gironde, Hautes-Pyrénées et Landes, plus Lot-et-Garonne après le Conseil National[5].

### 1919-1930: La naissance des ligues métropolitaines

Carte des ligues en 1930.

En 1919, lors de la création de la Fédération française de football association, douze ligues régionales sont affiliées à la fédération :
- La ligue d'Alsace de football association composée des clubs appartenant aux départements du Haut-Rhin et du Bas-Rhin[7].
- La ligue de Beauce-Touraine de football association qui change de nom la même année pour ligue du Centre de football association et qui est composée des clubs appartenant aux départements du Cher, d'Eure-et-Loir, de l'Indre, d'Indre-et-Loire, du Loiret, de Loir-et-Cher et de la Vienne[8].
- La ligue de Champagne de football association composée des clubs appartenant aux départements de l'Aube, de la Marne et de Haute-Marne[réf. nécessaire].
- La ligue des Charentes de football association composée des clubs appartenant aux départements de la Charente, de la Charente-inférieure, des Deux-Sèvres et de la Vendée[réf. nécessaire].
- La ligue du Nord de football association composée des clubs appartenant aux départements du Nord, du Pas-de-Calais et de la Somme[9].
- La ligue de l'Ouest de football association, fondée un an plus tôt et composée des clubs appartenant aux départements des Côtes-d'Armor, du Finistère, d'Ille-et-Vilaine, de la Loire-Atlantique, de Maine-et-Loire, de la Mayenne, du Morbihan, de l'Orne et de la Sarthe[10].
- La ligue parisienne
de football association, issue de la ligue de Football Association et composée des clubs appartenant aux départements de la Seine et de Seine-et-Oise[11].
- La ligue de Provence de football association composée des clubs appartenant aux départements des Alpes-Maritimes, des Basse-Alpes, des Bouches-du-Rhône, du Var et du Vaucluse[12].
- La ligue du Sud de football association composée des clubs appartenant aux départements de l'Aude, du Gard, de l'Hérault, de la Lozère, des Pyrénées-Orientales, d'une partie de l'Ardèche et d'une partie de l'Aveyron[13],[14].
- La ligue du Sud-Ouest de football association composée des clubs appartenant aux départements des Basses-Pyrénées, de Gironde, des Landes, de Lot-et-Garonne d'une partie des Hautes-Pyrénées et d'une partie du Gers[réf. nécessaire].
- Il y a peu de source mentionnant l’existence en 1919 de deux autres ligues affiliées à la FFFA.

Dès 1920, cinq nouvelles ligues métropolitaines rejoignent la fédération :
- La ligue d'Île-de-France de football association composée des clubs appartenant aux départements de l'Aisne, de l'Oise et de Seine-et-Marne[réf. nécessaire].
- La ligue de football association du Limousin-Périgord-Agenais composée des clubs appartenant aux départements de la Corrèze, de la Creuse, de la Dordogne, d'une partie du Gers, du Lot et de la Haute-Vienne[réf. nécessaire].
- La ligue lorraine de football association composée des clubs appartenant aux départements de la Meuse, de Meurthe-et-Moselle, de la Moselle et des Vosges[15].
- La ligue du Lyonnais de football association composée des clubs appartenant aux départements de l'Ain, des Hautes-Alpes, de la Drôme, de l’Isère, de la Loire, de la Haute-Loire, du Rhône, de la Savoie, de la Haute-Savoie, d'une partie de l'Ardèche, d'une partie de la Saône-et-Loire et d'une partie du Jura[16].
- La ligue de football association de Normandie, fondée en 1919 et composée des clubs appartenant aux départements de l'Eure, de la Seine-Inférieure, du Calvados, de la Manche  et de l'Orne[17].

De plus, les ligues du Sud et de Provence fusionne pour donner naissance à la ligue du Sud-Est de football association.
En 1921, apparaît une nouvelle ligue :
- La ligue du Midi de football association composée des clubs appartenant aux départements de l'Ariège, de la Haute-Garonne, du Tarn, de Tarn-et-Garonne, d'une partie de l'Aude, d'une partie du Gers et d'une partie des Hautes-Pyrénées[18].

Dans le même temps, la ligue de football association du Limousin-Périgord-Agenais s'agrandit et devient la ligue du Plateau-Central de football association en absorbant les clubs appartenant aux départements de l'Allier, du Cantal, de la Nièvre et du Puy-de-Dôme[réf. nécessaire].
En 1922, apparaissent deux nouvelles ligues :
- La ligue de football association Bourgogne-Franche-Comté composée des clubs appartenant aux départements de la Côte-d'Or, du Doubs, de Saône-et-Loire, du Territoire de Belfort, de l'Yonne, d'une partie du Jura et d'une partie de la Saône-et-Loire[19].
- La ligue corse de football association composée des clubs appartenant au département de la Corse[20].

C'est cette année-là également qu'est née la ligue du Nord-Est de football par la fusion des ligues d'Île-de-France et de Champagne et en assimilant les clubs appartenant au département des Ardennes[réf. nécessaire].
En 1924, apparaît une nouvelle ligue :
- La ligue du Midi de football association qui remplace l'ancienne ligue du même nom, en ajoutant aux clubs appartenant aux départements de l'Ariège, de la Haute-Garonne, du Tarn, de Tarn-et-Garonne, d'une partie de l'Aude, d'une partie du Gers et d'une partie des Hautes-Pyrénées, les clubs appartenant au département du Lot[21],[22].

C'est à cette occasion que la ligue d'Auvergne de football association, ligue du Plateau-Central jusqu'en 1923 voit partir les clubs du département du Lot et d'une partie des clubs de la Dordogne qui rejoignent la ligue du Sud-Ouest[réf. nécessaire].
Enfin en 1928 a lieu une grande recomposition des ligues du centre de la France :
- La ligue du Lyonnais de football perd les clubs d'une partie de la Haute-Loire et récupère ceux du Nord des Basses-Alpes et d'une partie de l'Ardèche[réf. nécessaire].
- La ligue du Centre-Ouest de football, autrefois ligue des Charentes change de nom avec l'affiliation des clubs aux départements de la Corrèze, de la Haute-Vienne et d'une partie de la Dordogne, qui quitte ainsi la ligue d'Auvergne[réf. nécessaire].

### 1942: La fin des ligues de football
Le 31 mai 1942, toutes les ligues de football françaises sont dissoutes par décision du Commissariat général à l'éducation générale et aux sports, conformément à la Loi No 2498, du 20 décembre 1940, relative à l'organisation sportive, applicable par le courrier du 23 juillet 1941 du Comité de Direction du CNS aux fédérations sportives, relatif à la nouvelle délimitation géographique sportive et suspendue par la requête de la Fédération française de football association, relative à la réalisation du nouveau cadastre à compter du 1er juin 1942.
Les quatorze ligues continentales sont remplacées par dix-neuf comités régionaux.

### 1947-1950: Une division dans l'est

Carte des ligues en 1950.

En 1947, la division de la ligue de Bourgogne-Franche-Comté entraîne la création de la ligue de Franche-Comté de football qui regroupe les clubs appartenant aux départements de la Haute-Saône, du Doubs, du Territoire de Belfort et du Jura dont une partie des clubs quitte également la ligue du Lyonnais de football. Il s'agit alors de la dix-septième ligue de football en France.

### 1967-1970: La première grande refonte

Carte des ligues en 1970.

À la fin des années 1960, le Ministère de la Jeunesse et des Sports publie plusieurs directive afin de réorganiser plusieurs ligues. À cette occasion le nombre de ligues en France va passer de dix-sept à dix-neuf, avec la création de deux nouvelles ligues :
- La ligue Atlantique de football, composé des clubs appartenant aux départements de la Loire-Atlantique, de Maine-et-Loire et de la Vendée. Les clubs de ces trois départements étant ainsi retirés respectivement des ligues du l'Ouest et du Centre-Ouest[26].
- La ligue de Picardie de football, composé des clubs appartenant aux départements de la Somme, de l'Aisne et de l'Oise. Les clubs de ces trois départements étant ainsi retirés respectivement des ligues du Nord et du Nord-Est[9].

Parmi les autres changements, les clubs de la Nièvre quittent la ligue d'Auvergne pour rejoindre la ligue de Bourgogne tous comme les clubs de la Creuse pour rejoindre la ligue du Centre-Ouest. Autre mouvements importants, les clubs des départements des Hautes-Alpes, d'une partie des Alpes-de-Haute-Provence et d'une partie de la Haute-Loire, rejoignent respectivement la ligue du Sud-Est et la ligue d'Auvergne[réf. nécessaire].
Dans le Sud-Ouest aussi les choses bougent, avec le rattachement des clubs des départements d'une partie du Gers, d'une partie des Hautes-Pyrénées et d'une partie de l'Aveyron à la ligue du Midi, le rattachement d'une partie des clubs de l'Aude à la ligue du Sud-Est, ainsi que le rattachement d'une partie des clubs de la Vienne à la ligue du Centre-Ouest[réf. nécessaire].
À l'issue de cette réforme, mise à part la Dordogne toujours divisé entre deux ligues, tous les clubs appartenant à un même département font partie d'une même ligue[réf. nécessaire].

### 1980-1982: De nouvelles subdivisions

Carte des ligues en 1982.

Au début des années 1980, plusieurs ligues ont atteint un niveau de licenciés et de clubs trop important et il est décidé de scinder ces dernières afin d'avoir des tailles plus adéquates et parfois de correspondre au territoire national. C'est ainsi que sont naissent trois nouvelles ligues métropolitaines :
- La ligue de Basse-Normandie de football, composé des clubs appartenant aux départements du Calvados, de la Manche et de l'Orne par scission avec la ligue de Normandie[17].
- La ligue du Languedoc-Roussillon de football, composé des clubs appartenant aux départements de l'Hérault, des Pyrénées-Orientales, du Gard, de la Lozère et de l'Aude par scission avec la ligue du Sud-Est devenue ligue de la Méditerranée entre-temps[21].
- La ligue du Maine de football, composé des clubs appartenant aux départements de la Sarthe et de la Mayenne par scission avec la ligue de l'Ouest de football qui devient alors la ligue de Bretagne[26].

D'autres ligues en profitent pour changer de nom afin de coller au mieux au territoire qu'elles couvrent, la ligue du Nord-Est devient la ligue de Champagne-Ardenne, la ligue du Lyonnais devient la ligue Rhône-Alpes, la ligue du Midi devient la ligue de Midi-Pyrénées, la ligue du Sud-Ouest devient la ligue d'Aquitaine et récupère au passage les derniers clubs de Dordogne encore affilié à une autre ligue et la ligue de Paris devient ligue de Paris Île-de-France[réf. nécessaire].
Dans le même temps sont créées les ligues ultra-marines, la ligue guadeloupéenne de football, la ligue de football de la Guyane, la ligue de football de la Martinique, ligue réunionnaise de football et quelques années plus tard, la ligue de football de Mayotte[réf. nécessaire].

### 2016: Les nouvelles régions

Carte des ligues en 2016.

En 2016, conséquence de la réforme territoriale des régions, le ministère de la Jeunesse et des Sports impose à la FFF de calquer l'échelon des ligues de football sur celle des nouvelles régions. C'est ainsi que naissent huit nouvelles ligues par fusion d'anciennes ligues :
- La ligue Auvergne-Rhône-Alpes de football, fusion des ligues d'Auvergne et Rhône-Alpes[16].
- La ligue de Bourgogne-Franche-Comté de football, fusion des ligues de Bourgogne et de Franche-Comté[19].
- La ligue du Grand-Est de football, fusion des ligues d'Alsace, de Champagne-Ardenne et Lorraine[15].
- La ligue de football des Hauts-de-France, fusion des ligues du Nord Pas-de-Calais et de Picardie[9].
- La ligue de football de Normandie, fusion des ligues de Basse-Normandie et Normandie[17].
- La ligue de Nouvelle-Aquitaine de football, fusion des ligues d'Aquitaine et du Centre-Ouest[27].
- La ligue d'Occitanie de football, fusion des ligues de Midi-Pyrénées et du Languedoc-Roussillon[21].
- La ligue de football des Pays de la Loire, fusion des ligues atlantique et du Maine[26].

Les autres ligues françaises ne changent pas à cette occasion à l'exception de la ligue du Centre qui change de nom pour devenir la ligue du Centre-Val de Loire.

## Particularités
Il existe quelques particularité dans la géographie du football français, par exemple, certains clubs espagnols des Pyrénées dépendent des ligues régionales françaises pour des raisons de logistique, ces clubs de villages espagnols prenant ainsi part aux championnats locaux français[réf. nécessaire]. Autre cas particulier pour l'AS Monaco, affilié à la ligue de la Méditerranée, condition indispensable pour participer à une compétition française[réf. nécessaire].
Les compétitions vedettes des ligues se dénomment jusqu'en 2017 division d'honneur. Avant l'émergence d'un championnat national en 1932, c'était le plus haut niveau de football en France. Jusqu'en 2017, les ligues régionales ont en charge la division d'honneur et deux, trois ou quatre niveaux en dessous de cette dernière. Si l'on retrouve bien la terminologie de division d'honneur dans toutes les ligues, il n'y a pas de règle générale pour les niveaux suivants, certaines ligues ont conservé leur ancienne promotion d'honneur tandis que d'autres ligues ont intercalé entre ces deux niveaux une ou deux divisions aux noms variés, division supérieure régionale ou division d'honneur régionale par exemple[réf. nécessaire].

## Les ligues africaines

### Ligues nord-africaines

Les trois départements d’Algérie : Alger, Constantine et Oran associés aux trois ligues algériennes.

Affiliée à la Fédération française de football, les ligues d'Afrique du Nord possédaient un statut de ligue ou  de championnat amateur, et possédaient quatre divisions. Ces ligues représentaient donc les principales régions de football en Afrique du Nord issues du découpage de l'administration coloniale française. Elles étaient très structurées et très hiérarchisées et organisaient des compétitions pour toutes les catégories d'âges en plus d'une dite corporative, dont le plus haut niveau était appelé division d'honneur[réf. nécessaire].
Ces ligues était aux nombres de trois :
- Ligue d'Alger de Football Association ;
- Ligue de Constantine de Football Association ;
- Ligue d'Oran de Football Association.

Elle cessent toutes activités en 1962 après la fin de la Guerre d'Algérie qui consacre l'indépendance de l'Algérie et qui entraîne l'exode massif des colons vers la France signifiant l'abandon des clubs sportifs dirigés par les colons ainsi que leurs structures[réf. nécessaire].

### Ligue subsaharienne
La ligue d'Afrique-Occidentale française de football est créée en 1946 et dissoute en 1960. Elle organisait les compétitions dans les différents territoires de l'A-OF.

## Compétitions inter-régionales
De 1926 à 1929, les champions régionaux s'affrontent en fin de saison lors du championnat de France[réf. nécessaire].
En 1935, un championnat de France amateur réunissant les champions régionaux est créé et durera jusque dans les années 1970[réf. nécessaire].

## Ligues régionales actuelles

### En Métropole
La France métropolitaine est divisée en treize ligues calquées sur les régions françaises  :
- Ligue Auvergne-Rhône-Alpes de football ;
- Ligue de Bourgogne-Franche-Comté de football ;
- Ligue de Bretagne de football ;
- Ligue du Centre-Val de Loire de football ;
- Ligue corse de football ;
- Ligue du Grand-Est de football ;
- Ligue de football des Hauts-de-France ;
- Ligue de la Méditerranée de football ;
- Ligue de football de Normandie ;
- Ligue de football Nouvelle-Aquitaine ;
- Ligue de football d'Occitanie ;
- Ligue de Paris Île-de-France de football ;
- Ligue de football des Pays de la Loire.

### Territoires d'Outre-Mer
La division d'honneur est la plus haute division que peut atteindre un club affilié à une ligue d'Outre-Mer puisque ces équipes ne peuvent pas disputer les championnats nationaux métropolitains. Il existe aujourd'hui cinq ligues de ce type :
- Ligue guadeloupéenne de football ;
- Ligue de football de la Guyane française ;
- Ligue de football de la Martinique ;
- Ligue de football de Mayotte ;
- Ligue réunionnaise de football ;
- Ligue de football de Saint-Pierre-et-Miquelon.

La ligue guadeloupéenne, la ligue de la Guyane française et la ligue de la Martinique sont membres associées de la CONCACAF[réf. nécessaire].
La ligue réunionnaise est membre associée de la CAF, alors que la ligue de Mayotte n'est affiliée ou membre d'aucune autre organisation[réf. nécessaire]